# 澳洲似馬面單棘魨
澳洲似馬面單棘魨，為輻鰭魚綱魨形目鱗魨亞目單棘魨科的其中一種，為熱帶海水魚，分布於東印度洋澳洲南部及塔斯馬尼亞島海域，棲息深度可達100公尺，體長可達30公分，棲息在岩礁區，生活習性不明。

## 扩展阅读
維基物種上的相關：澳洲似馬面單棘魨